# Oravský Podzámok
Oravský Podzámok (en allemand : Arwa) est une commune du district de Dolný Kubín, dans la région de Žilina, en Slovaquie.

## Histoire
La première mention écrite de la localité date de 1267.

## Démographie

### Évolution de la population
| Année:               | 1994. | 2004.   | 2014.   | 2024.   |
| -------------------- | ----- | ------- | ------- | ------- |
| Nombre de personnes: | 1275  | 1319    | 1318    | 1354    |
| Différence:          |       | +3,45 % | -0,07 % | +2,73 % |

| Année:               | 2023. | 2024.   |
| -------------------- | ----- | ------- |
| Nombre de personnes: | 1344  | 1354    |
| Différence:          |       | +0,74 % |

## Tourisme
Une très petite station de ski a été développée à proximité immédiate du village. Le domaine skiable est desservi notamment par un télésiège 4 places moderne construit par la société POMA.

## Culture
En 1921, le château d’Orava est un décor important lors du tournage par Friedrich Wilhelm Murnau de Nosferatu, eine Symphonie des Grauens (Nosferatu le vampire), un des plus célèbres films du cinéma muet, qui sort l’année suivante.

## Notes et références

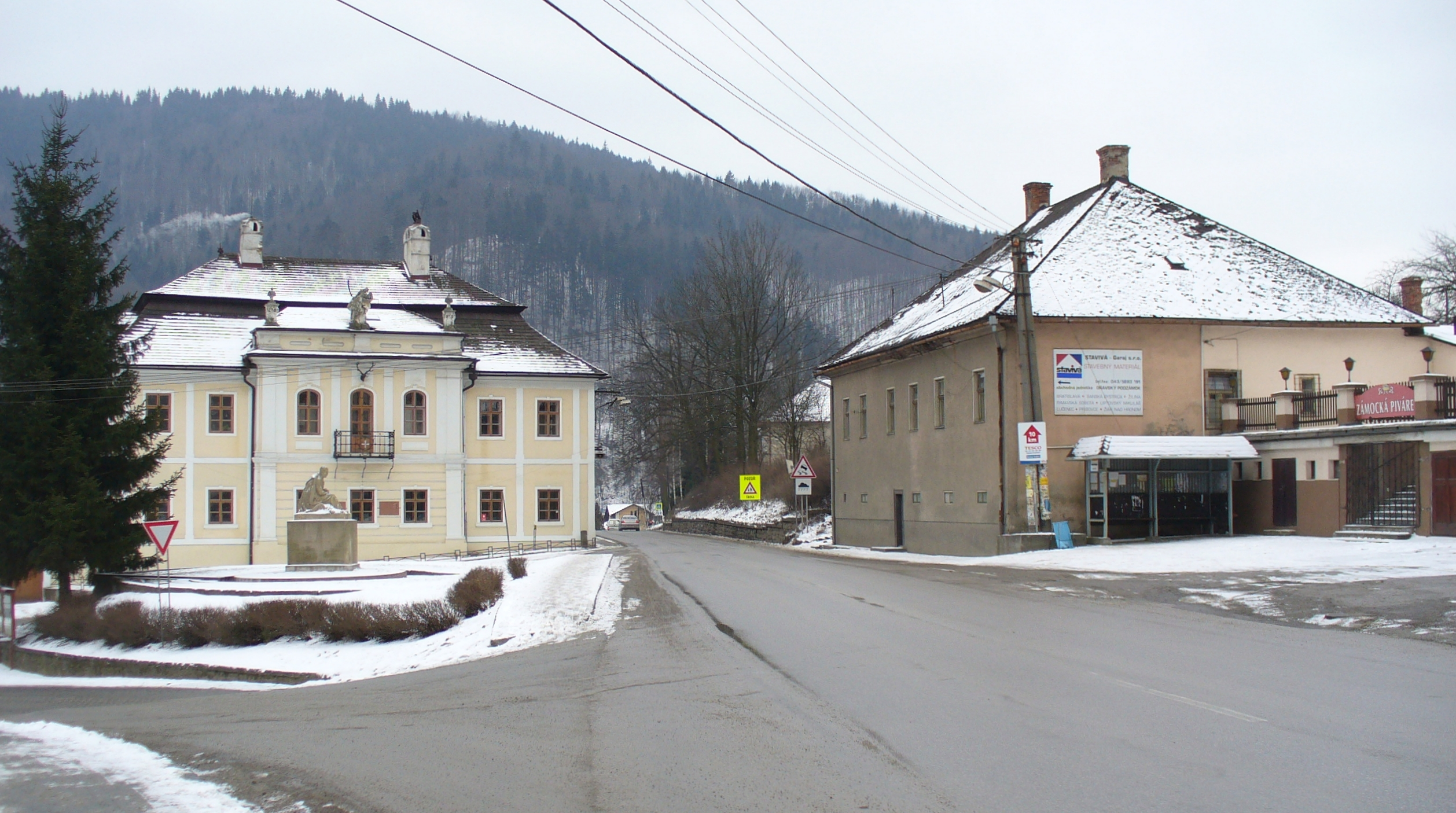
Oravský Podzámok - centre